# Momčilo Bajagić
Momčilo Bajagić (in serbo Момчило Бајагић?), noto anche con lo pseudonimo di Bajaga (in serbo Бајагa?; Bjelovar, 19 febbraio 1960), è un cantante e chitarrista serbo.
È il frontman del gruppo rock Bajaga i Instruktori, da lui fondato nel 1984. Precedentemente aveva già costituito la band Riblja čorba. 
Da solista è anche autore di colonne sonore.

## Discografia
Riblja Čorba
- Kost u grlu (1979)
- Pokvarena mašta i prljave strasti (1981)
- Mrtva priroda (1981)
- Buvlja pijaca (1982)
- Večeras vas zabavljaju muzičari koji piju (1984)
- U ime naroda (1982)

Bajaga i Instruktori
- Pozitivna geografija (1984)
- Sa druge strane jastuka (1985)
- Jahači magle (1986)
- Prodavnica tajni (1988)
- Muzika na struju (1993)
- Od bižuterije do ćilibara (1997)
- Zmaj od Noćaja (2001)
- Šou počinje u ponoć (2005)
- Daljina, dim i prašina (2012)

Solista
- Ni na nebu ni na zemlji (1994)
- Profesionalac – Muzika iz filma (2003)